# Bộ trưởng Bộ Quốc phòng (Nhật Bản)
Bộ trưởng Bộ Quốc phòng (防衛大臣 (Phòng vệ Đại thần) Bōei Daijin) là thành viên của Nội các Nhật Bản, thành viên chuyên phụ trách Bộ Quốc phòng.

## Danh sách Bộ trưởng Quốc phòng
- Ngoài Bộ trưởng Quốc phòng, Cơ quan Quốc phòng, Cơ quan An toàn Quốc gia, Trụ sở Dự bị Cảnh sát Quốc gia và Ủy viên Cảnh sát biển Nhật Bản, là những người tiền nhiệm của Bộ Quốc phòng, cũng được đưa vào danh sách này.
- Sở chỉ huy Dự bị Cảnh sát Quốc gia chuyển từ Cơ quan An toàn Quốc gia và Lực lượng An toàn Quốc gia thành Cục Nội chính Bộ Quốc phòng và Lực lượng Phòng vệ Mặt đất như hiện nay.
- Lực lượng An toàn Bờ biển của Cảnh sát biển Nhật Bản trở thành lực lượng an ninh của Cơ quan An toàn Quốc gia và chuyển đổi thành Lực lượng Phòng vệ Biển hiện nay.
- Cơ quan chính của Lực lượng Bảo vệ Bờ biển Nhật Bản là Cục An ninh Hàng hải của Lực lượng Bảo vệ Bờ biển Nhật Bản, nhưng nó sẽ tiếp tục thuộc Lực lượng Bảo vệ Bờ biển Nhật Bản hiện tại mà không được chuyển giao.
- Người được in đậm là người sau này trở thành Thủ tướng.
- Các Bộ trưởng tạm thời, quyền Bộ trưởng và thứ trưởng chỉ được liệt kê khi bộ trưởng hoặc thư ký bị khuyết, và các đại lý tạm thời vắng mặt như khi đi công tác nước ngoài không được liệt kê.

| 代 | Bộ trưởng                                   | Bộ trưởng                                  | Nhiệm kỳ                                                                 | Kiêm nhiệm (nếu có)・Nhận định | Đảng                                       |
| Thư ký Trụ sở Cục Dự trữ Cảnh sát Quốc gia                                                              | Thư ký Trụ sở Cục Dự trữ Cảnh sát Quốc gia  | Thư ký Trụ sở Cục Dự trữ Cảnh sát Quốc gia | Thư ký Trụ sở Cục Dự trữ Cảnh sát Quốc gia                               | Thư ký Trụ sở Cục Dự trữ Cảnh sát Quốc gia | Thư ký Trụ sở Cục Dự trữ Cảnh sát Quốc gia |
| --- | ------------------------------------------- | ------------------------------------------ | ------------------------------------------------------------------------ | --- | ------------------------------------------ |
| - |                                             | Masuhara Keikichi                          | 14 tháng 8 năm 1950 - 31 tháng 7 năm 1952                                | Cán bộ có chứng chỉ. Một quan chức cảnh sát của Bộ Nội vụ. |                                            |
| Bộ trưởng Quốc vụ (phụ trách Cục Dự trữ Cảnh sát Quốc gia)                                              |                                             |                                            |                                                                          | |                                            |
| - |                                             | Ōhashi Takeo                               | 26 tháng 12 năm 1951 - 31 tháng 7 năm 1952                               | Bộ trưởng Quốc vụ căn cứ vào Điều 9 của Pháp lệnh Dự bị Cảnh sát Quốc gia. Nguyên cục cảnh sát Bộ Nội vụ cũ. | Đảng Tự do                                 |
| Ủy viên của Lực lượng Bảo vệ Bờ biển Nhật Bản (Chuyển tiếp sang Lực lượng Bảo vệ Bờ biển Nhật Bản)      |                                             |                                            |                                                                          | |                                            |
| - |                                             | Yanagisawa Yonekichi                       | 26 tháng 4 năm 1952 - 31 tháng 7 năm 1952                                | Sau khi tốt nghiệp Khoa Kỹ thuật, Đại học Đế quốc Tokyo, ông là quan chức của Bộ Nội vụ, Bộ Giao thông vận tải và Bộ Giao thông vận tải. Chỉ huy và giám sát của Lực lượng An toàn ven biển. Lực lượng An toàn Bờ biển đã được chuyển giao cho lực lượng an ninh của Cơ quan An toàn Quốc gia. Cơ quan chính đã được tổ chức lại thành Cục Công an Hàng hải. |                                            |
| Bộ trưởng Quốc vụ, Ủy viên Cảnh sát biển Nhật Bản (Cơ quan đối ngoại của Văn phòng Thủ tướng Chính phủ) |                                             |                                            |                                                                          | |                                            |
| - |                                             | Yoshida Shigeru                            | 1 tháng 8 năm 1952 - 30 tháng 10 năm 1952                                | Kiêm nhiệm cùng chức Thủ tướng, xử lý phần hành chính trong Bộ Quốc phòng. Cơ quan An toàn Quốc gia có thẩm quyền đối với Lực lượng An ninh, Lực lượng An ninh và Cục Công an Hàng hải. | Đảng Tự do                                 |
| 1 |                                             | Kimura Tokutarō                            | 30 tháng 10 năm 1952 - 21 tháng 5 năm 1953                               | Nguyên Bộ trưởng Tư pháp. |                                            |
| 2 | 21 tháng 5 năm 1953 - 30 tháng 6 năm 1954   | Kimura Tokutarō                            |                                                                          | |                                            |
| Bộ trưởng Quốc vụ, Bộ trưởng Quốc phòng (Cơ quan đối ngoại của Văn phòng Thủ tướng Chính phủ)           |                                             |                                            |                                                                          | |                                            |
| 1 |                                             | Kimura Tokutarō                            | 1 tháng 7 năm 1954 - 10 tháng 12 năm 1954                                | Từ Ủy viên Cảnh sát biển Nhật Bản thuộc Nội các Yoshida lần 5 Chỉ định Bộ trưởng Bộ Quốc phòng. Lực lượng Phòng vệ trên bộ/trên biển/trên không được thành lập. Bãi bỏ Luật Cục Công an Hàng hải. |                                            |
| 2 |                                             | Ōmura Seiichi                              | 10 tháng 12 năm 1954 - 19 tháng 3 năm 1955                               | Nội vụ Đại thần trong Nội các Yoshida lần 1. |                                            |
| 3 |                                             | Sugihara Arata                             | 19 tháng 3 năm 1955 - 31 tháng 7 năm 1955                                | Quan chức Bộ Ngoại giao. |                                            |
| 4 |                                             | Sunada Shigemasa                           | 31 tháng 7 năm 1955 - 22 tháng 11 năm 1955                               | Bị loại bỏ sau khi kháng nghị về sự cần thiết của một hệ thống SDF dự trữ. |                                            |
| 5 |                                             | Funada Naka                                | 22 tháng 11 năm 1955 - 23 tháng 12 năm 1956                              | Tổng trưởng Pháp lí Nội các của Nội các Konoe lần 1. | Đảng Dân chủ Tự do                         |
| - |                                             | Ishibashi Tanzan                           | 23 tháng 12 năm 1956 - 31 tháng 1 năm 1957                               | Thủ tướng xử lý vấn đề hành chính. | Đảng Dân chủ Tự do                         |
| - |                                             | Kishi Nobusuke                             | 31 tháng 1 năm 1957 - 2 tháng 2 năm 1957                                 | Thứ trưởng hành chính của Bộ trưởng Bộ Ngoại giao. | Đảng Dân chủ Tự do                         |
| 6 |                                             | Kodaki Akira                               | 2 tháng 2 năm 1957 - 25 tháng 2 năm 1957                                 | | Đảng Dân chủ Tự do                         |
| 7 | 25 tháng 2 năm 1957 - 10 tháng 7 năm 1957   | Kodaki Akira                               |                                                                          | | Đảng Dân chủ Tự do                         |
| 8 |                                             | Tsushima Juichi                            | 10 tháng 7 năm 1957 - 12 tháng 6 năm 1958                                | | Đảng Dân chủ Tự do                         |
| 9 |                                             | Satō Gisen                                 | 12 tháng 6 năm 1958 - 12 tháng 1 năm 1959                                | | Đảng Dân chủ Tự do                         |
| 10 |                                             | Inō Shigejirō                              | 12 tháng 1 năm 1959 - 18 tháng 6 năm 1959                                | Nguyên Cục trưởng Bộ Giao thông vận tải. | Đảng Dân chủ Tự do                         |
| 11 |                                             | Akagi Munenori                             | 18 tháng 6 năm 1959 - 19 tháng 7 năm 1960                                | Từ chối gửi bảo vệ do tình trạng bất ổn về an ninh. | Đảng Dân chủ Tự do                         |
| 12 |                                             | Ezaki Masumi                               | 19 tháng 7 năm 1960 - 8 tháng 12 năm 1960                                | | Đảng Dân chủ Tự do                         |
| 13 |                                             | Nishimura Naomi                            | 8 tháng 12 năm 1960 - 18 tháng 7 năm 1961                                | | Đảng Dân chủ Tự do                         |
| 14 |                                             | Fujieda Sensuke                            | 18 tháng 7 năm 1961 - 18 tháng 7 năm 1962                                | | Đảng Dân chủ Tự do                         |
| 15 |                                             | Shiga Kenjirō                              | 18 tháng 7 năm 1962 - 18 tháng 7 năm 1963                                | | Đảng Dân chủ Tự do                         |
| 16 |                                             | Fukuda Tokuyasu                            | 18 tháng 7 năm 1963 - 9 tháng 12 năm 1963                                | | Đảng Dân chủ Tự do                         |
| 17 | 9 tháng 12 năm 1963 - 18 tháng 7 năm 1964   | Fukuda Tokuyasu                            |                                                                          | | Đảng Dân chủ Tự do                         |
| 18 |                                             | Koizumi Junya                              | 18 tháng 7 năm 1964 - 9 tháng 11 năm 1964                                | | Đảng Dân chủ Tự do                         |
| 19 | 9 tháng 11 năm 1964 - 3 tháng 6 năm 1965    | Koizumi Junya                              | Từ chức do phát hiện nghiên cứu bản đồ quốc phòng toàn diện năm 1963.    | | Đảng Dân chủ Tự do                         |
| 20 |                                             | Matsuno Raizō                              | 3 tháng 6 năm 1965 - 1 tháng 8 năm 1966                                  | Cựu thiếu tá hải quân | Đảng Dân chủ Tự do                         |
| 21 |                                             | Kanbayashi Eikichi                         | 1 tháng 8 năm 1966 - 3 tháng 12 năm 1966                                 | Bị chỉ trích vì vấn đề nhập cảnh lẫn lộn giữa công chức và tư nhân. | Đảng Dân chủ Tự do                         |
| 22 |                                             | Masuda Kaneshichi                          | 3 tháng 12 năm 1966 - 17 tháng 2 năm 1967                                | | Đảng Dân chủ Tự do                         |
| 23 | 17 tháng 2 năm 1967 - 30 tháng 11 năm 1968  | Masuda Kaneshichi                          |                                                                          | | Đảng Dân chủ Tự do                         |
| 24 |                                             | Arita Kiichi                               | 30 tháng 11 năm 1968 - 14 tháng 1 năm 1970                               | Nguyên cục trưởng Bộ Giao thông vận tải. | Đảng Dân chủ Tự do                         |
| 25 |                                             | Nakasone Yasuhiro                          | 14 tháng 1 năm 1970 - Ngày 5 tháng 7 năm 1971                            | Nguyên cục trưởng Bộ Nội vụ (Thiếu tá Hải quân). Sự kiện Mishima xảy ra. | Đảng Dân chủ Tự do                         |
| 26 |                                             | Masuhara Keikichi                          | 5 tháng 7 năm 1971 - 2 tháng 8 năm 1971                                  | Vụ tai nạn Shizukuishi của All Nippon Airways xảy ra | Đảng Dân chủ Tự do                         |
| 27 |                                             | Nishimura Naomi                            | 2 tháng 8 năm 1971 3 tháng 12 năm 1971                                   | | Đảng Dân chủ Tự do                         |
| 28 |                                             | Ezaki Masumi                               | 3 tháng 12 năm 1971 - 7 tháng 7 năm 1972                                 | | Đảng Dân chủ Tự do                         |
| 29 |                                             | Masuhara Keikichi                          | 7 tháng 7 năm 1972 - 22 tháng 12 năm 1972                                | | Đảng Dân chủ Tự do                         |
| 30 | 22 tháng 12 năm 1972 - 29 tháng 5 năm 1973  | Masuhara Keikichi                          |                                                                          | | Đảng Dân chủ Tự do                         |
| 31 |                                             | Yamanaka Sadanori                          | 29 tháng 5 năm 1973 - 11 tháng 11 năm 1974                               | | Đảng Dân chủ Tự do                         |
| 32 |                                             | Uno Sōsuke                                 | 11 tháng 11 năm 1974 - 9 tháng 12 năm 1974                               | Người ra lệnh đánh chìm trong vụ Yuyomaru thứ 10. | Đảng Dân chủ Tự do                         |
| 33 |                                             | Sakata Michita                             | 9 tháng 12 năm 1974 - 24 tháng 12 năm 1976                               | Trường hợp xin tị nạn của Viktor Ivanovich Belenko. | Đảng Dân chủ Tự do                         |
| 34 |                                             | Mihara Asao                                | 24 tháng 12 năm 1976 - 28 tháng 11 năm 1977                              | Chính thức bắt đầu nghiên cứu về luật khẩn cấp. | Đảng Dân chủ Tự do                         |
| 35 |                                             | Kanemaru Shin                              | 28 tháng 11 năm 1977 - 7 tháng 12 năm 1978                               | Người thay thế Tham mưu trưởng, Kurisu Hiroomi. Đã phát triển và thực hiện 「ngân sách nhân ái」cho Lực lượng Hoa Kỳ tại Nhật Bản. | Đảng Dân chủ Tự do                         |
| 36 |                                             | Yamashita Ganri                            | 7 tháng 12 năm 1978 - 9 tháng 11 năm 1979                                | Nguyên quan chức Bộ Tài chính (Giám đốc Hải quân) | Đảng Dân chủ Tự do                         |
| 37 |                                             | Kubota Enji                                | 9 tháng 11 năm 1979 - 4 tháng 2 năm 1980                                 | Từ chức trách nhiệm trong vụ án gián điệp Miyanaga | Đảng Dân chủ Tự do                         |
| 38 |                                             | Hosoda Kichizō                             | 4 tháng 2 năm 1980 - 17 tháng 7 năm 1980                                 | | Đảng Dân chủ Tự do                         |
| 39 |                                             | Ōmura Jōji                                 | 17 tháng 7 năm 1980 - 30 tháng 11 năm 1981                               | | Đảng Dân chủ Tự do                         |
| 40 |                                             | Itō Sōichirō                               | 30 tháng 11 năm 1981 - 27 tháng 11 năm 1982                              | | Đảng Dân chủ Tự do                         |
| 41 |                                             | Tanigawa Kazuho                            | 27 tháng 11 năm 1982 - 27 tháng 12 năm 1983                              | | Đảng Dân chủ Tự do                         |
| 42 |                                             | Kurihara Yūkō                              | 27 tháng 12 năm 1983 - 1 tháng 11 năm 1984                               | | Đảng Dân chủ Tự do                         |
| 43 |                                             | Katō Kōichi                                | 1 tháng 11 năm 1984 - 22 tháng 7 năm 1986                                | | Đảng Dân chủ Tự do                         |
| 44 |                                             | Kurihara Yūkō                              | 22 tháng 7 năm 1986 - 6 tháng 11 năm 1987                                | | Đảng Dân chủ Tự do                         |
| 45 |                                             | Kawara Tsutomu                             | 6 tháng 11 năm 1987 - 24 tháng 8 năm 1988                                | Chịu trách nhiệm về vụ Nadashio | Đảng Dân chủ Tự do                         |
| 46 |                                             | Tazawa Yoshirō                             | 24 tháng 8 năm 1988 - 3 tháng 6 năm 1989                                 | | Đảng Dân chủ Tự do                         |
| 47 |                                             | Yamasaki Taku                              | 3 tháng 6 năm 1989 - 10 tháng 8 năm 1989                                 | | Đảng Dân chủ Tự do                         |
| 48 |                                             | Matsumoto Jūrō                             | 10 tháng 8 năm 1989 - 28 tháng 2 năm 1990                                | | Đảng Dân chủ Tự do                         |
| 49 |                                             | Ishikawa Yōzō                              | 28 tháng 2 năm 1990 - 29 tháng 12 năm 1990                               | | Đảng Dân chủ Tự do                         |
| 50 |                                             | Ikeda Yukihiko                             | 29 tháng 12 năm 1990 - 5 tháng 11 năm 1991                               | | Đảng Dân chủ Tự do                         |
| 51 |                                             | Miyashita Sōhei                            | 5 tháng 11 năm 1991 - 12 tháng 12 năm 1992                               | | Đảng Dân chủ Tự do                         |
| 52 |                                             | Nakayama Toshio                            | 12 tháng 12 năm 1992 - 9 tháng 8 năm 1993                                | | Đảng Dân chủ Tự do                         |
| 53 |                                             | Nakanishi Keisuke                          | 9 tháng 8 năm 1993 - 2 tháng 12 năm 1993                                 | | Đảng Đổi mới                               |
| 54 |                                             | Aichi Kazuo                                | 2 tháng 12 năm 1993 - 28 tháng 4 năm 1994                                | | Đảng Đổi mới                               |
| - |                                             | Hata Tsutomu                               | 28 tháng 4 năm 1994                                                      | Kiêm nhiệm cùng chức Thủ tướng, xử lý phần hành chính trong Bộ Quốc phòng | Đảng Đổi mới                               |
| 55 |                                             | Kanda Atsushi                              | 28 tháng 4 năm 1994 - 30 tháng 6 năm 1994                                | | Đảng Xã hội Dân chủ                        |
| 56 |                                             | Tamazawa Tokuichirō                        | 30 tháng 6 năm 1994 - 8 tháng 8 năm 1995                                 | | Đảng Dân chủ Tự do                         |
| 57 |                                             | Etō Seishirō                               | 8 tháng 8 năm 1995 - 11 tháng 1 năm 1996                                 | | Đảng Dân chủ Tự do                         |
| 58 |                                             | Usui Hideo                                 | 11 tháng 1 năm 1996 - 7 tháng 11 năm 1996                                | | Đảng Dân chủ Tự do                         |
| 59 |                                             | Kyūma Akio                                 | 7 tháng 11 năm 1996 - 30 tháng 7 năm 1998                                | | Đảng Dân chủ Tự do                         |
| 60 |                                             | Nukaga Fukushirō                           | 30 tháng 7 năm 1998 - 20 tháng 11 năm 1998                               | Một sự cố xảy ra tại vị trí của Trụ sở Thực hiện Mua sắm Cơ quan Quốc phòng Quyết định bãi nhiệm được thông qua tại phiên họp toàn thể của Ủy viên Hội đồng Hạ viện | Đảng Dân chủ Tự do                         |
| 61 |                                             | Norota Hosei                               | 20 tháng 11 năm 1998 - 5 tháng 10 năm 1999                               | Sự cố tàu đáng ngờ ngoài khơi bán đảo Noto Thông báo Hành động An ninh Hàng hải Đầu tiên | Đảng Dân chủ Tự do                         |
| 62 |                                             | Kawara Tsutomu                             | 5 tháng 10 năm 1999 - 5 tháng 4 năm 2000                                 | | Đảng Dân chủ Tự do                         |
| 63 | 5 tháng 4 năm 2000 - 4 tháng 7 năm 2000     | Kawara Tsutomu                             |                                                                          | | Đảng Dân chủ Tự do                         |
| 64 |                                             | Torashima Kazuo                            | 4 tháng 7 năm 2000 - 5 tháng 12 năm 2000                                 | | Đảng Dân chủ Tự do                         |
| 65 |                                             | Saitō Toshitsugu                           | 5 tháng 12 năm 2000 - 5 tháng 1 năm 2001                                 | | Đảng Dân chủ Tự do                         |
| Tổng giám đốc Cơ quan Quốc phòng Nhật Bản (Cơ quan đối ngoại của Văn phòng Nội các)                     |                                             |                                            |                                                                          | |                                            |
| 66 |                                             | Saitō Toshitsugu                           | 6 tháng 1 năm 2001 - 26 tháng 4 năm 2001                                 | | Đảng Dân chủ Tự do                         |
| 67 |                                             | Nakatani Gen                               | 26 tháng 4 năm 2001 - 30 tháng 9 năm 2002                                | Cựu Sĩ quan Lực lượng Phòng vệ Mặt đất Bộ trưởng Quốc phòng đầu tiên của Lực lượng Phòng vệ | Đảng Dân chủ Tự do                         |
| 68 |                                             | Ishiba Shigeru                             | 30 tháng 9 năm 2002 - 19 tháng 11 năm 2003                               | | Đảng Dân chủ Tự do                         |
| 69 | 19 tháng 11 năm 2003 - 27 tháng 9 năm 2004  | Ishiba Shigeru                             |                                                                          | | Đảng Dân chủ Tự do                         |
| 70 |                                             | Ōno Yoshinori                              | 27 tháng 9 năm 2004 - 21 tháng 9 năm 2005                                | | Đảng Dân chủ Tự do                         |
| 71 | 21 tháng 9 năm 2005 - 31 tháng 10 năm 2005  | Ōno Yoshinori                              |                                                                          | | Đảng Dân chủ Tự do                         |
| 72 |                                             | Nukaga Fukushirō                           | 31 tháng 10 năm 2005 - 26 tháng 9 năm 2006                               | Từng là Bộ trưởng Quốc phòng Đã phát hiện ra trường hợp xung đột của cơ quan quốc phòng | Đảng Dân chủ Tự do                         |
| 73 |                                             | Kyūma Fumio                                | 26 tháng 9 năm 2006 - 8 tháng 1 năm 2007                                 | | Đảng Dân chủ Tự do                         |
| Bộ trưởng Quốc phòng (Bộ Quốc phòng)                                                                    |                                             |                                            |                                                                          | |                                            |
| 1 |                                             | Kyūma Fumio                                | 9 tháng 1 năm 2007- 4 tháng 7 năm 2007                                   | Đã từ chức do phát ngôn sai lệch liên quan đến việc thả bom nguyên tử | Đảng Dân chủ Tự do                         |
| 2 |                                             | Koike Yuriko                               | 4 tháng 7 năm 2007 - 27 tháng 8 năm 2007                                 | Nữ Bộ trưởng Quốc phòng đầu tiên | Đảng Dân chủ Tự do                         |
| 3 |                                             | Kōmura Masahiko                            | 27 tháng 8 năm 2007 - 26 tháng 9 năm 2007                                | Tháo dỡ Cơ quan Phòng vệ cũ, lập Trụ sở Thanh tra Quốc phòng mới | Đảng Dân chủ Tự do                         |
| 4 |                                             | Ishiba Shigeru                             | 26 tháng 9 năm 2007 - 2 tháng 8 năm 2008                                 | Từng là Bộ trưởng Quốc phòng Vụ Yamada Hiroyuki bị phát hiện (ngày 19 tháng 10 năm 2007) Tai nạn va chạm tàu Aegis xảy ra (ngày 19 tháng 2 năm 2008) | Đảng Dân chủ Tự do                         |
| 5 |                                             | Hayashi Yoshimasa                          | 2 tháng 8 năm 2008 - 24 tháng 9 năm 2008                                 | | Đảng Dân chủ Tự do                         |
| 6 |                                             | Hamada Yasukazu                            | 24 tháng 9 năm 2008 - 16 tháng 9 năm 2009                                | Thành lập Hội đồng Quốc phòng Tamogami Toshio, Tham mưu trưởng Lực lượng Không quân | Đảng Dân chủ Tự do                         |
| 7 |                                             | Kitazawa Toshimi                           | 16 tháng 9 năm 2009 - 8 tháng 6 năm 2010                                 | | Đảng Dân chủ                               |
| 8 | 8 tháng 6 năm 2010 - 2 tháng 9 năm 2011     | Kitazawa Toshimi                           | Tổ chức JTF-TH                                                           | | Đảng Dân chủ                               |
| 9 |                                             | Ichikawa Yasuo                             | 2 tháng 9 năm 2011 - 13 tháng 1 năm 2012                                 | Quyết định bãi nhiệm được thông qua tại phiên họp toàn thể của Ủy viên Hội đồng Chúng Nghị viện | Đảng Dân chủ                               |
| 10 |                                             | Tanaka Naoki                               | 13 tháng 1 năm 2012 - 4 tháng 6 năm 2012                                 | Quyết định bãi nhiệm được thông qua tại phiên họp toàn thể của Ủy viên Hội đồng Chúng Nghị viện | Đảng Dân chủ                               |
| 11 |                                             | Morimoto Satoshi                           | 4 tháng 6 năm 2012 - 26 tháng 12 năm 2012                                | Cựu Sĩ quan Lực lượng Phòng vệ Trên không/Nhà ngoại giao Nguyên Trợ lý Bộ trưởng Quốc phòng | Độc lập                                    |
| 12 |                                             | Onodera Itsunori                           | 26 tháng 12 năm 2012 - 3 tháng 9 năm 2014                                | | Đảng Dân chủ Tự do                         |
| 13 |                                             | Eto Akinori                                | 3 tháng 9 năm 2014 - 24 tháng 12 năm 2014                                | Kiêm nhiệm cùng chức Bộ trưởng Bộ Pháp chế An ninh | Đảng Dân chủ Tự do                         |
| 14 |                                             | Nakatani Gen                               | 24 tháng 12 năm 2014 - 3 tháng 8 năm 2016                                | Kiêm nhiệm cùng chức Bộ trưởng Bộ Pháp chế An ninh Cựu Sĩ quan Lực lượng Phòng vệ Mặt đất, Nguyên Tổng Giám đốc Cơ quan Quốc phòng, Bãi bỏ Cục Kế hoạch Tác chiến, thành lập Cơ quan Trang bị Quốc phòng. | Đảng Dân chủ Tự do                         |
| 15 |                                             | Inada Tomomi                               | 3 tháng 8 năm 2016 - 28 tháng 7 năm 2017                                 | Từ chức trách nhiệm về việc không tiết lộ các báo cáo hàng ngày (nghi ngờ che giấu) của quân đội PKO được điều động đến Nam Sudan | Đảng Dân chủ Tự do                         |
| 16 |                                             | Kishida Fumio                              | 28 tháng 7 năm 2017 - 3 tháng 8 năm 2017                                 | Kiêm nhiệm cùng chức Bộ trưởng Ngoại giao | Đảng Dân chủ Tự do                         |
| 17 |                                             | Onodera Itsunori                           | 3 tháng 8 năm 2017 - 1 tháng 11 năm 2017                                 | Từng là Bộ trưởng Quốc phòng | Đảng Dân chủ Tự do                         |
| 18 | 1 tháng 11 năm 2017 - 2 tháng 10 năm 2018   | Onodera Itsunori                           | Tái nhiệm                                                                | | Đảng Dân chủ Tự do                         |
| 19 |                                             | Iwaya Takeshi                              | 2 tháng 10 năm 2018 - 11 tháng 9 năm 2019                                | Xảy ra Sự cố chiếu xạ radar của Hải quân Hàn Quốc | Đảng Dân chủ Tự do                         |
| 20 |                                             | Kōno Tarō                                  | 11 tháng 9 năm 2019 - 16 tháng 9 năm 2020                                | | Đảng Dân chủ Tự do                         |
| 21 |                                             | Kishi Nobuo                                | 16 tháng 9 năm 2020 - 4 tháng 10 năm 2021                                | | Đảng Dân chủ Tự do                         |
| 22 | 4 tháng 10 năm 2021 - 10 tháng 11 năm 2021  | Kishi Nobuo                                | Tái nhiệm                                                                | | Đảng Dân chủ Tự do                         |
| 23 | 10 tháng 11 năm 2021 - 10 tháng 10 năm 2022 | Kishi Nobuo                                | Tái nhiệm, xin từ chức tất cả các chức vụ để về hưu non do bệnh bại liệt | | Đảng Dân chủ Tự do                         |
| 24 |                                             | Hamada Yasukazu                            | 10 tháng 10 năm 2022 - 13 tháng 9 năm 2023                               | Từng là Bộ trưởng Quốc phòng Vụ nổ súng tại trường bắn Hino Kihon. | Đảng Dân chủ Tự do                         |
| 25 |                                             | Kihara Minoru                              | 13 tháng 9 năm 2023 - 1 tháng 10 năm 2024                                | | Đảng Dân chủ Tự do                         |
| 26 |                                             | Nakatani Gen                               | 1 tháng 10 năm 2024 - đương nhiệm                                        | Lần thứ 3 làm Bộ trưởng Quốc phòng | Đảng Dân chủ Tự do                         |